# Signals

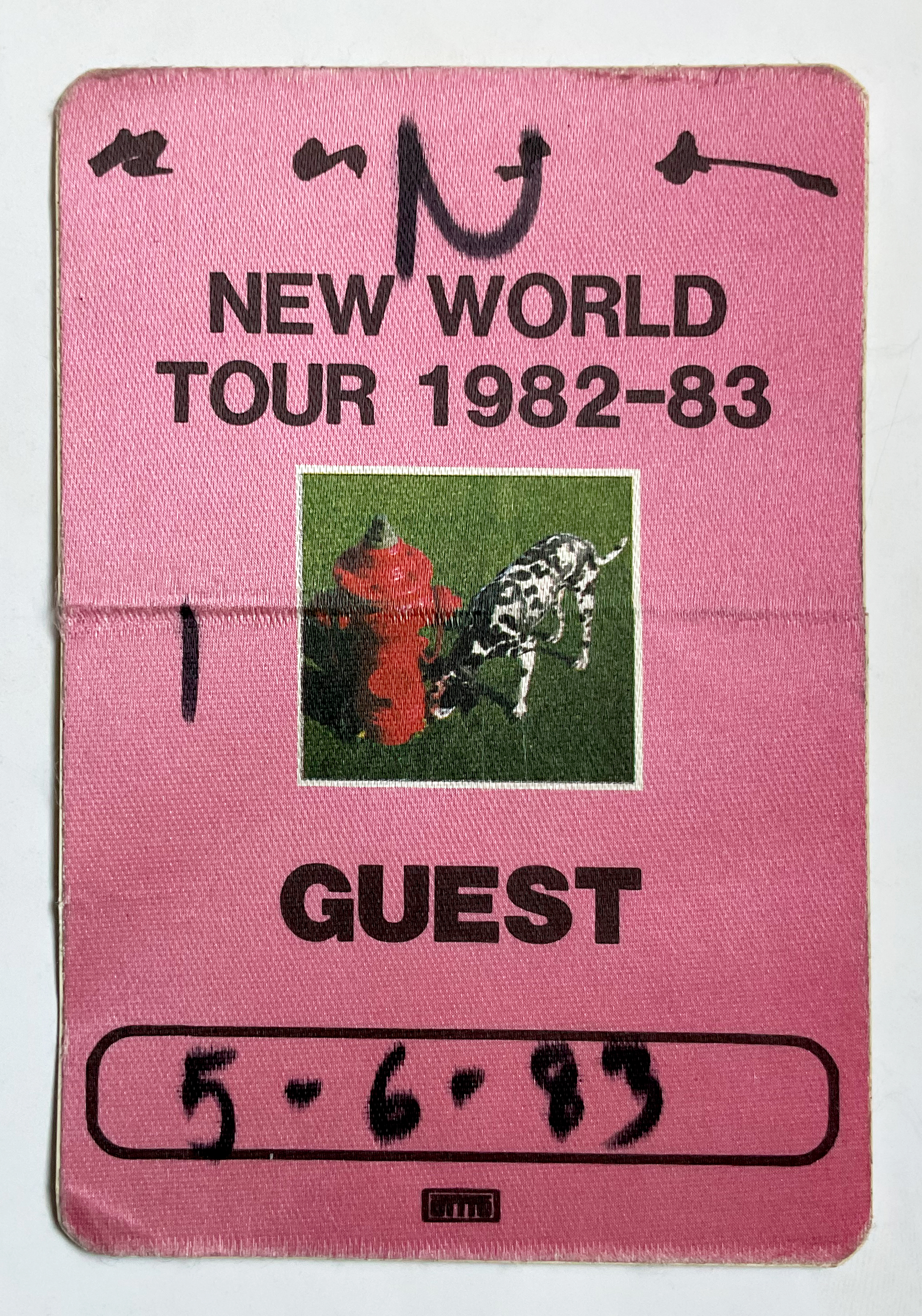
Backstagepass der 1983er Tour. In der Mitte das Cover der damals aktuellen LP „Signals“

Signals ist das neunte Studioalbum der kanadischen Rockband Rush. Es wurde 1982 veröffentlicht.
Signals folgte dem erfolgreichen Album Moving Pictures. Stilistisch setzte es den Weg der Band in neue musikalische Gefilde fort. Technische Elemente der Elektronik spielten eine deutlich hörbare Rolle, so wurde neben Synthesizern auch eine elektrische Violine (im Titel „Losing It“) eingesetzt. Die einzelnen Titel erreichten nicht mehr die Länge früherer Rush-Alben, da die Instrumentalpassagen stark komprimiert wurden. Signals erklomm Platz 10 der Billboard-Alben-Charts und erhielt in den USA 1982 Platin-Status für eine Million verkaufter Schallplatten.
Wie bei Rush üblich stammen die Texte von Schlagzeuger Neil Peart, während die beiden anderen Rush-Mitglieder Alex Lifeson und Geddy Lee die Musik geschrieben haben. Der Anfangstitel „Subdivisions“ über die Verlorenheit der Jugend in den Vororten fand sich lange Jahre auf der festen Titelliste von Rush-Konzerten, „New World Man“ wurde zum Erfolg im Radio. Der Text von „Losing It“ behandelt den Verlust von künstlerischer Schaffenskraft im Alter – Neil Peart hatte dabei wohl vor allem Ernest Hemingway im Auge: „for you the blind who once could see, the bell tolls for thee …“
Der letzte Titel „Countdown“ beschreibt den Start des Space Shuttles „Columbia“ 1981, dem die weltraumbegeisterte Band beiwohnte. Ausschnitte aus dem Funkverkehr während des Jungfernflugs finden sich im Song verarbeitet.
Signals ist das letzte Album, auf dem Rush mit dem Produzenten Terry Brown zusammengearbeitet hat, der jedes Rush-Album seit dem 1975er Fly by Night mitproduziert hatte.

## Titelliste
1. Subdivisions – 5:33
2. The Analog Kid – 4:46
3. Chemistry – 4:56
4. Digital Man – 6:20
5. The Weapon (Part II of Fear) – 6:22
6. New World Man – 3:41
7. Losing It – 4:51
8. Countdown – 5:49

## Besetzung
- Geddy Lee – Bass, Gesang, Keyboards: Minimoog, Oberheim OB-X und OB-Xa, Roland JP-8, Moog Taurus pedals, Oberheim DSX und Roland TR 808 rhythm machine.
- Alex Lifeson – Gitarre, Moog Taurus pedals
- Neil Peart – Schlagzeug

- Ben Mink: E-Violine auf „Losing It“

## Charts
Album – Billboard (North America)
| Jahr | Chart      | Platz |
| ---- | ---------- | ----- |
| 1982 | Pop Albums | 10    |

Singles – Billboard (North America)
| Jahr | Single         | Chart                  | Platz |
| ---- | -------------- | ---------------------- | ----- |
| 1982 | New World Man  | Mainstream Rock Tracks | 1     |
| 1982 | Subdivisions   | Mainstream Rock Tracks | 3     |
| 1982 | The Analog Kid | Mainstream Rock Tracks | 19    |
| 1982 | New World Man  | Pop Singles            | 21    |